# Slip dress
Une slip dress est une petite robe façon nuisette. Elle puise ses origines dans la lingerie fine et est devenue une it-pièce à la fin des années 2010. Elles sont portées en journée sur un t-shirt blanc pour rechercher un look des années 1990, ou avec une paire de sandales à talons hauts et un blouson bomber le soir. 
Les slip dress sont généralement en satin, dentelle ou coton, mais des matières plus originales tels le cuir (par exemple collection Skinclothes, une gamme de vêtements en cuir de Jill Stuart) sont de plus en plus courantes.
Parmi les stylistes plébiscitant les slip dress dans leurs collections au cours des années 1990 à 2010, il est possible de citer John Galliano, dont le premier modèle pour Dior fut une slip dress à finitions en dentelle portée par Diana, princesse de Galles en 1996, Calvin Klein ou Narciso Rodriguez.